# Reintegrarea Transnistriei în Republica Moldova

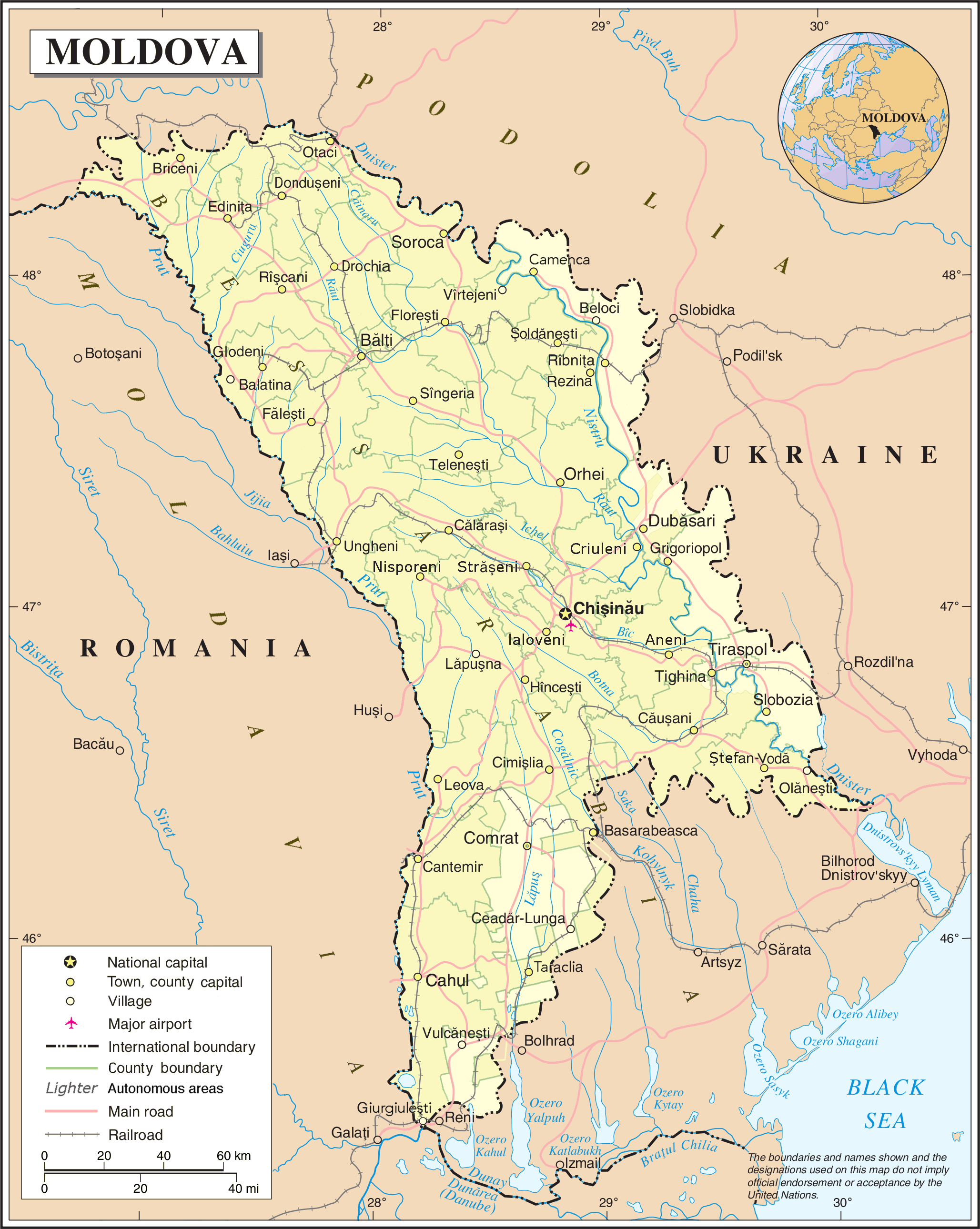
Harta Republicii Moldova arătând teritoriul Republicii Moldovenească Nistreană pur și simplu ca o altă parte a țării

De la izbucnirea Conflictului din Transnistria, au existat eforturi și propuneri de reîncorporare în Republica Moldova a teritoriului statului autoproclamat Republica Moldovenească Nistreană.

## Context
Autoproclamată mai întâi ca entitate federală a URSS-ului în 1990, RSS Nistreană Moldovenească, apoi numită Republica Moldovenească Nistreană, a obținut în urma Conflictului din Transnistria din 1992 independența de facto, susținută de prezența militară rusă. Acest teritoriu este recunoscut internațional ca parte a Moldovei și nicio altă țară nu i-a recunoscut independența.
În dreptul internațional, acel teritoriu, denumit semiinformal Transnistria este considerată parte a Republicii Moldova, iar reintegrarea acesteia în Moldova a fost propusă de multe ori. Unele sondaje efectuate în teritoriu sugerează că mulți oameni ar dori să se alăture Moldovei într-o federație. Mulți transnistreni au, de asemenea, pașapoarte moldovenești și unii votează în alegerile din Moldova.
Atât foștii președinți ai Moldovei, inclusiv prorusul Igor Dodon, cât și actualul președinte, Maia Sandu, și-au exprimat intenția de a reintegra Transnistria în Moldova, deși nu toți au exprimat același plan pentru modul de implementare a acestui lucru. O evaluare realizată de USAID la începutul anilor 2000 a sugerat că reintegrarea Transnistriei ar necesita asistență substanțială din partea donatorilor occidentali, iar secesiunea de facto a contribuit la probleme economice și politice în Moldova.
La intrarea în funcție, Sandu a cerut trupelor ruse să părăsească Moldova și a declarat că este hotărâtă să reintegreze Transnistria.

## Încercări

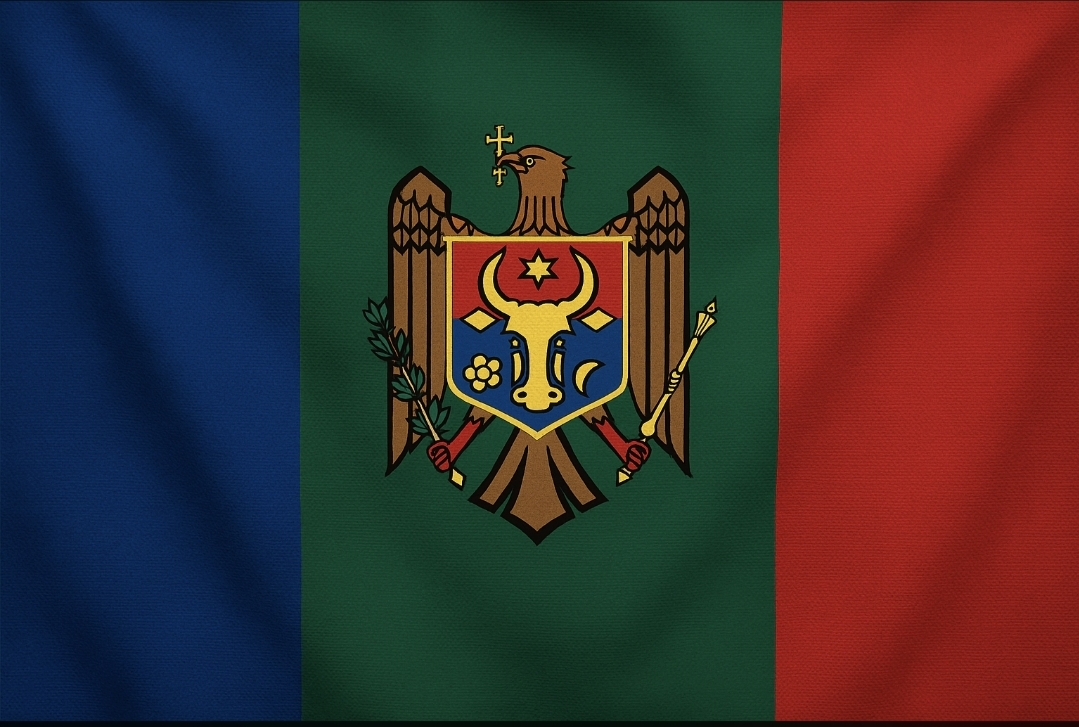
Propunerea istoricului Vladislav Grosul pentru steagul unei confederații Moldova-Transnistria

O ocazie în care s-a ajuns aproape de o rezolvare a conflictului transnistrean a fost pe 8 mai 1997. În acea dată a fost semnat Memorandumul de la Moscova, conceput de prim-ministrul Rusiei, Evgheni Primakov, și susținut de Ucraina și Organizația pentru Securitate și Cooperare în Europa (OSCE). Memorandumul a oferit Transnistriei dreptul de a stabili propriile tratate economice internaționale și de a-și reglementa propriile activități economice, precum și de a participa la orice decizie de politică externă luată de Guvernul Republicii Moldova. Totuși, acordul includea o parte care solicita Moldovei și Transnistriei "să-și construiască relațiile în cadrul unui stat comun", dar fără detalii despre cum ar arăta acest stat. Această parte a fost supusă unor interpretări diferite de ambele părți. În timp ce moldovenii credeau că țara ar fi un stat unitar și că Transnistria ar trebui să adopte instituțiile și legile moldovenești, transnistrenii preferau mai degrabă o confederație mai slab închegată. Prin urmare, acordul a eșuat, deși partea controversată a continuat să fie discutată ani de zile.
Progrese suplimentare s-au făcut în 2003. Președintele Republicii Moldova Vladimir Voronin, care afirmase deja că unul dintre obiectivele sale cheie ar fi integrarea Transnistriei, a propus președintelui transnistrean Igor Smirnov să-l asiste în scrierea unei noi constituții moldovenești pentru a transforma țara într-un stat federal, iar Smirnov a acceptat. Astfel, au început negocierile moldo-transnistrene cu medierea Rusiei, Ucrainei și OSCE. Dmitri Kozak, viceprim-ministru al Rusiei, a participat și el la aceste negocieri în urma apelului lui Voronin către președintele Rusiei Vladimir Putin pentru a media asupra acestora, dar separat, nu împreună cu ceilalți mediatori. Un proiect al așa-numitului memorandum "Kozak", care ar fi stabilit un stat federal „asimetric”, a fost prezentat de Kozak la sfârșitul anului și ambele părți l-au acceptat. Totuși, o versiune actualizată a acordului includea articole care permiteau o prezență militară rusă pe termen lung în Moldova, lucru pe care mediatorii l-au contestat. În plus, memorandumului Kozak i s-a opus puternic populația țării. Din aceste motive, pe 24 noiembrie, cu puțin timp înainte ca Putin să plece din Moscova pentru a ajunge la Chișinău pentru a asista la semnare, Voronin a decis să respingă acordul, și ca urmare memorandumul Kozak a devenit o altă încercare eșuată de rezolvare.
Pe 26 aprilie 2022, în contextul Invaziei Rusiei în Ucraina, consilierul prezidențial ucrainean Oleksii Arestovîci a declarat, în timpul unui interviu, că Ucraina ar putea rezolva problema Transnistriei „într-o clipă”, sugerând o acțiune militară împotriva Transnistriei, dar numai dacă autoritățile moldovene ar solicita ajutorul țării sale. Moldova a respins oficial această propunere, exprimându-și sprijinul doar pentru un rezultat pașnic al conflictului. Într-un interviu publicat pe 27 august 2023, președintele Ucrainei Volodîmîr Zelenski a spus că o victorie a Ucrainei asupra Rusiei ar putea permite reintegrarea Transnistriei în Moldova, restaurarea integrității teritoriale a Georgiei și sfârșitul regimului Aleksandr Lukașenko în Belarus.

## Opinie publică
Transnistrenii nu au prea multă încredere în șansa de a se reintegra în Moldova. Într-un studiu organizat de Fundația Universitară a Mării Negre între octombrie 2018 și februarie 2019, când un grup de transnistreni au fost întrebați despre ce opțiune ar duce la o dezvoltare mai rapidă a republicii, doar 5,2% dintre ei au răspuns cu reintegrarea în Moldova. În contrast, 37,1% dintre ei au răspuns cu devenirea parte a Rusiei, în timp ce 22,6% au spus că o Transnistrie independentă și recunoscută internațional ar face acest lucru. Același studiu a arătat o aderență scăzută la o identitate moldovenească în rândul transnistrenilor, indiferent de etnia lor. Doar 14% se simțeau moldoveni, în timp ce 37,3% se simțeau transnistreni, 35,7% ruși și 7,4% ucraineni. 
Rezultatele au variat în funcție de vârstă. De exemplu, 16% dintre transnistrenii peste 60 de ani se simțeau moldoveni, la fel și 17,4% dintre cei între 45 și 59 de ani și 15,7% dintre cei între 30 și 44 de ani. Doar 7,2% dintre persoanele cu vârste între 18 și 29 de ani au spus la fel. În plus, 13,2% dintre transnistreni considerau că Moldova este o amenințare pentru Transnistria; țara care a condus acest aspect a fost Ucraina, cu 41,9%. Totuși, 5,8% și 49,3% dintre transnistreni au descris relațiile dintre populația Moldovei și Transnistriei ca fiind foarte bune sau bune, în timp ce 32,1% și 7,4% au spus că sunt slabe sau foarte slabe, iar restul de 5,4% nu au răspuns.